# Ásgeir Bjarnþórsson
Ásgeir Bjarnþórsson (1 de Abril de 1899 – 16 de Dezembro de 1987) foi um pintor islandês. O seu trabalho fez parte do evento de pintura na competição de arte nos Jogos Olímpicos de Verão de 1948.